# 黑天
黑天（羅馬化：kṛṣṇa，直译：「黑色、黑暗或深藍色」），又譯為奎师那、克里希那、訖哩瑟拏，他还有许多名字如戈文达（羅馬化：govinda，直译：「牧牛童」）。最早出现于史诗《摩诃婆罗多》中，是婆罗门教-印度教最重要的神祇之一，被很多印度教派别认为是至高无上的神，也是最具吸引力者。按照印度教的传统观念，他是主神毗湿奴或那羅延的化身。从1960年代起，黑天信仰也在西方世界广为传播。
由于译名的原因，黑天容易與印度教另外一位神祇“大黑天”混淆，“大黑天”是湿婆的化身而“黑天”是“那罗延”的化身。

## 形象与事迹

### 形象
传统的黑天形象為一个穿着黄色托蒂，头上戴着孔雀羽毛，吹着班苏里牧笛的牧童。很多时候会以小孩的形象出现。皮肤为黑色或蓝色，在印尼巴厘岛则为绿色。有时身边会伴隨妻子拉妲，或有一群年轻美女围绕。常伴随他的动物有孔雀、牛和蛇等。

### 摩诃婆罗多中的黑天神

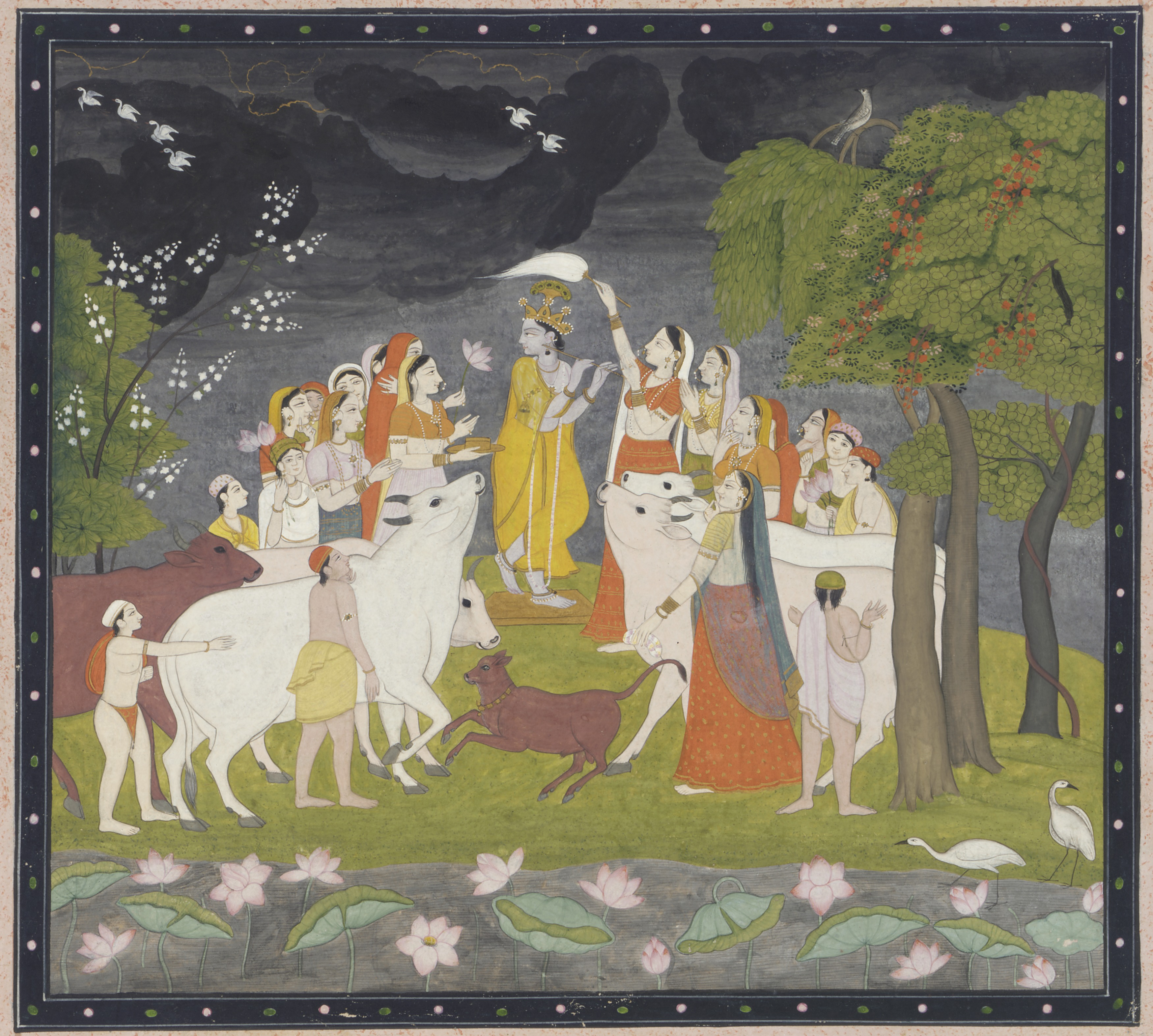
牛与少女围绕着黑天

### 诃利世系中的黑天神
诃利世系是《摩诃婆罗多》的一个续章。诃利世系与《摩诃婆罗多》在实际内容上没有什么联系，但关于黑天的一些最主要的故事都保存在诃利世系中。
诃利世系共分为三大章。其中第一章讲述了黑天所属的雅度族（在《摩诃婆罗多》中也被大量提到）的起源。雅度族是传说中的古印度王朝月亮王朝的后裔，该王朝的一位统治者迅行王的儿子雅度是这个民族的祖先。大神毗湿奴就化身为雅度族的一个孩子（即黑天）降临人世。
最重要的内容集中在第二章（毗湿奴章），该章详细地讲述了黑天在人间的英雄事迹，其中的内容与《摩诃婆罗多》中的黑天事迹很少有什么联系，或者说几乎是两个不同的形象。除了诃利世系中的这个部分以外，详细介绍黑天生平的就只有一些往世书，尤其是薄迦梵往世书。黑天的主要故事如下：
很久以前，有一个残暴的国王刚沙王统治着秣菟罗城。他得到一个预言说，他将被自己的堂妹提婆吉的儿子杀死。提婆吉是雅度族人富天的妻子。刚沙王于是决定杀害提婆吉的所有孩子。前6个儿子都被杀死了，但第7个儿子大力罗摩得到神灵的护佑从母亲的子宫里转移到富天另一个妻子的子宫里，因而幸免于难。黑天是第8个儿子，当他诞生时，牧民难陀夫妇也生了一个女儿。富天用黑天换来了难陀的女儿，当刚沙王要代替黑天杀害这个无辜的女婴时，化作女神瑜伽摩耶消失了。
黑天则成为难陀夫妇的养子，不久大力罗摩也被交给难陀抚养。黑天和大力罗摩在牧民中成长起来，不久他们就显示出与众不同之处。黑天具有神通，但他却利用它来做一些胡闹的事情，给养父母和牧民带来许多麻烦。后来黑天厌倦了牧场，就用法术迫使牧民迁徙到森林边放牧，这样他和大力罗摩就可以自由地到森林里玩，可是大力羅摩的家人並不喜歡黑天。这以后，黑天与大力罗摩消灭了许多凶恶的怪物：那伽之王迦梨耶；霸佔牛增山的妖怪提奴迦以及波罗兰钵。

## 在各种宗教中

### 印度教
黑天在印度教是最重要的神祇，被很多教派认为是最高神，包括流传在西方的“国际奎师那知觉运动”（ISKCON）。在《摩诃婆罗多》中，黑天向阿周那讲述的《薄伽梵歌》已经成为印度教的最高经典之一。

### 佛教
在佛教中，黑天被视为佛教的护法，佛的得力助手，其故事出现在《佛本生经》中。部分佛教徒误将奎师那童年形象认为悉达多太子。1990年由北方文艺出版社出版的画册《大雄如来传——佛祖释迦牟尼故事》的“姨母抚育”一节中，本应为摩诃波阇波提养育悉达多太子的配图，但错误地配上了奎师那与其养母雅首达的图片。

### 耆那教
在耆那教教义裡，黑天是耆那教24位祖师之一。

### 伊斯兰教
伊斯兰教阿赫迈底亚运动的信徒认为黑天是来自真主的先知。

### 巴哈伊信仰
巴哈伊信仰则称他是上帝在古代派遣到人间来教导人类的显圣者。

## 大眾文化

### 影视
- 印度剧《拉妲奎师那》
- 印度电影《偶滴神啊》中的奎师那·瓦苏戴吾·雅达夫，由阿克夏·库马饰演。

### 动漫
- 《聖鬥士星矢》海界篇的印度洋支柱守護者海鬥士“克修拉”，即是取材自黑天。
- 三维动画片《小奎师那的逍遥时光（英语：Little Krishna）》
- 动画《Roll No 21（英语：Roll No 21）》中的角色“克里斯”（Kris）设定为奎师那的化身，同时也拥有着蓝色皮肤。

### 文学作品
- 印度诗人哈尔达尔·纳格的史诗《爱的表现》（收录于《卡维扬贾利》第三卷），全文共21章1340节。内容为黑天生平的新故事。

## 图库

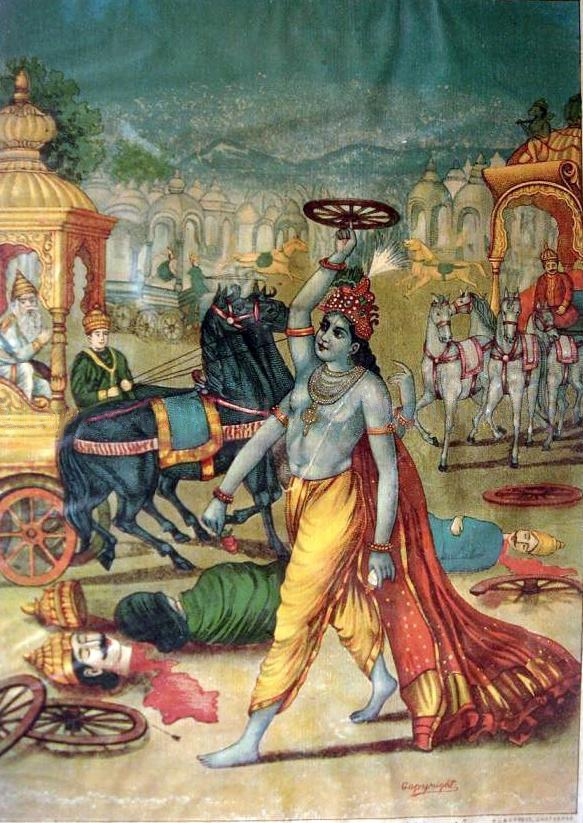
黑天用妙见
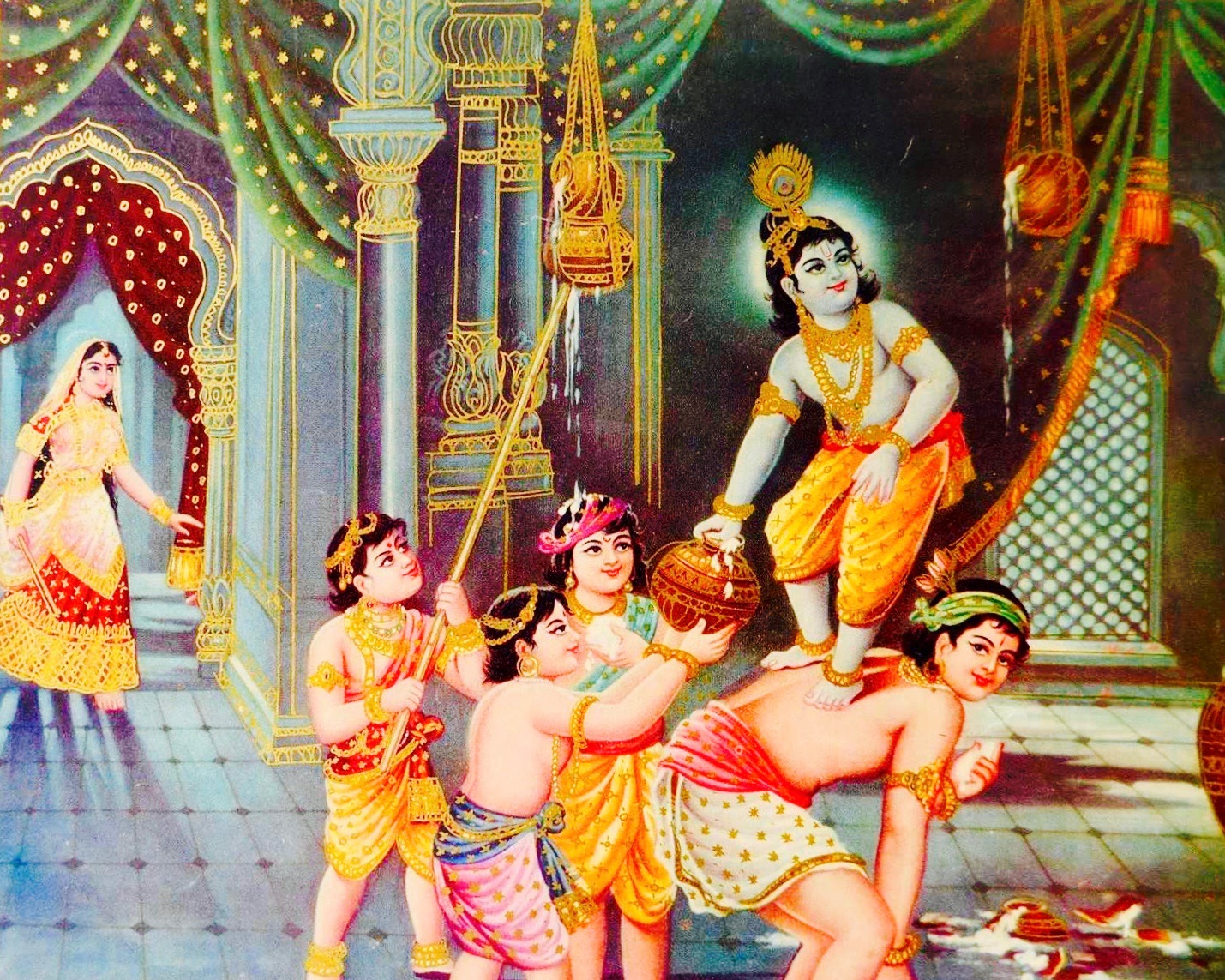
“奶油小偷”
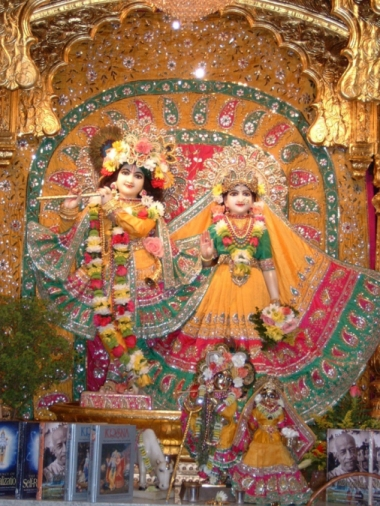
黑天和拉妲的雕像
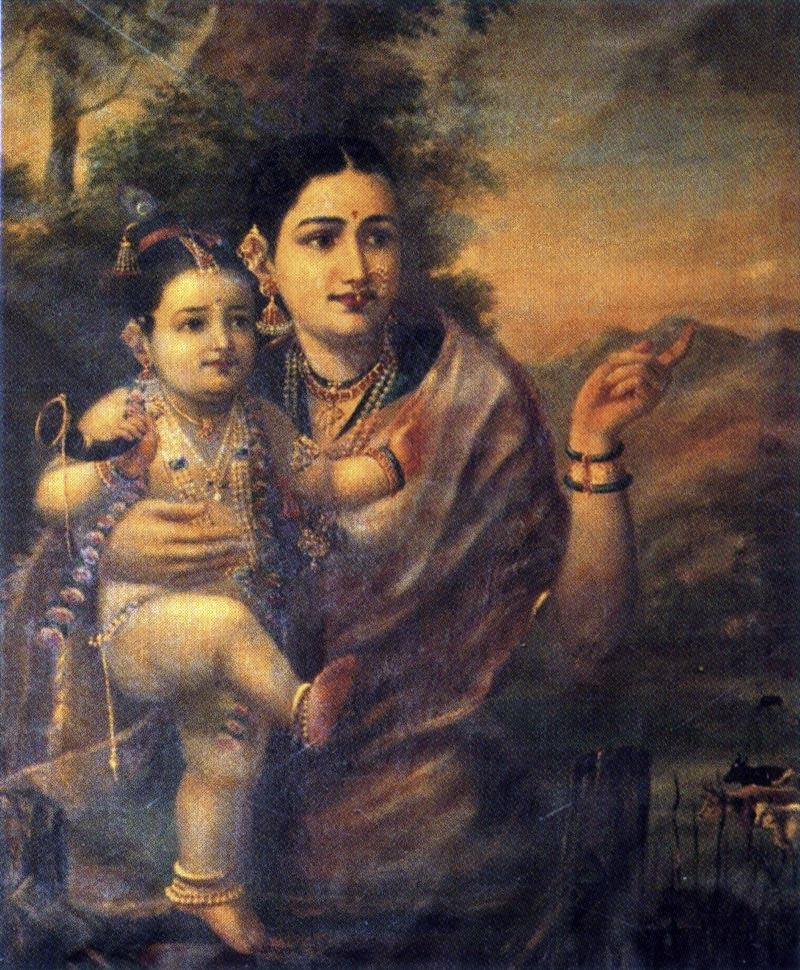
奎师那和耶输陀（英语：Yashoda）
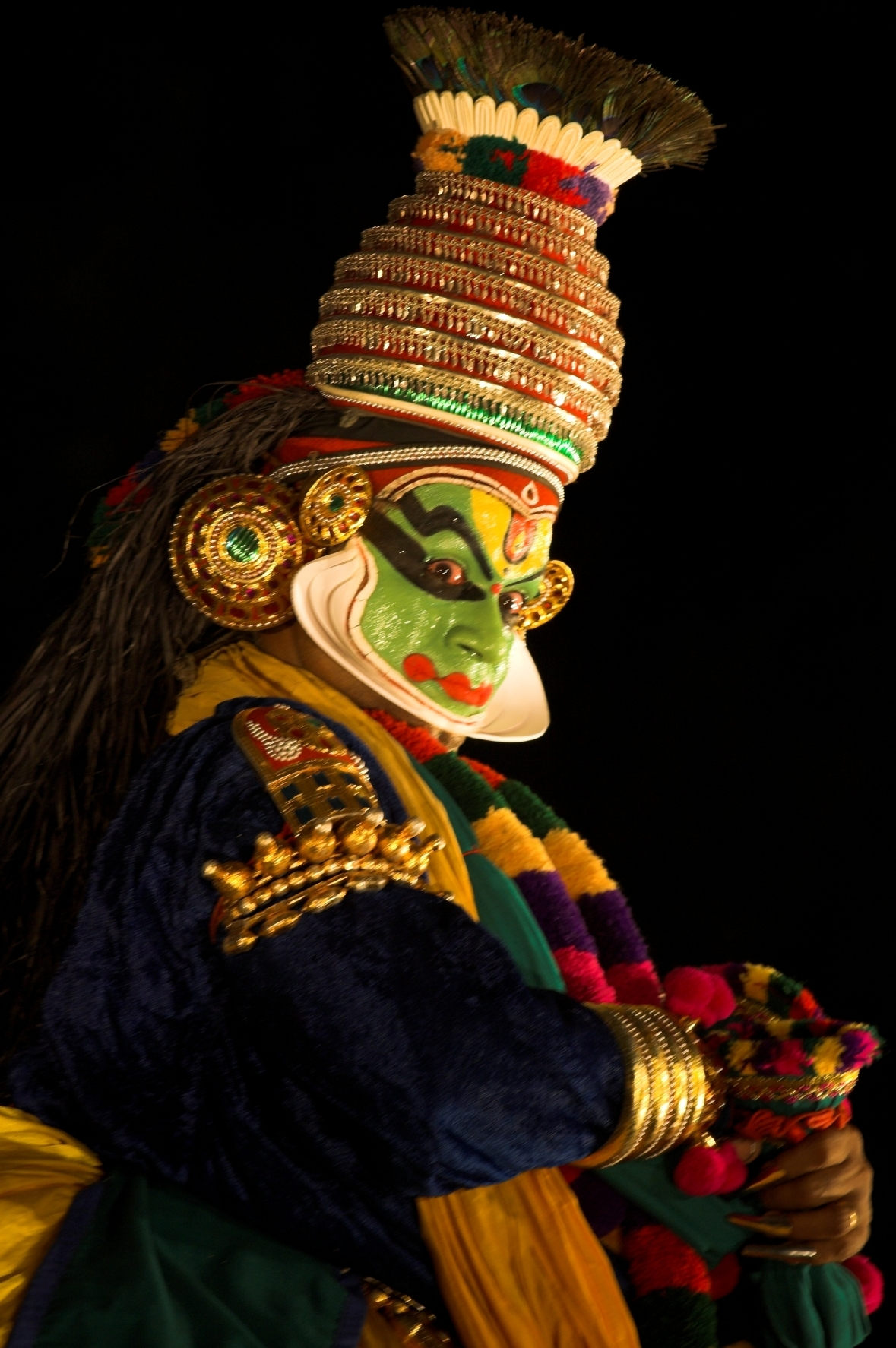
印度喀拉拉Kathakali（英语：Kathakali）戏剧中的奎师那扮相
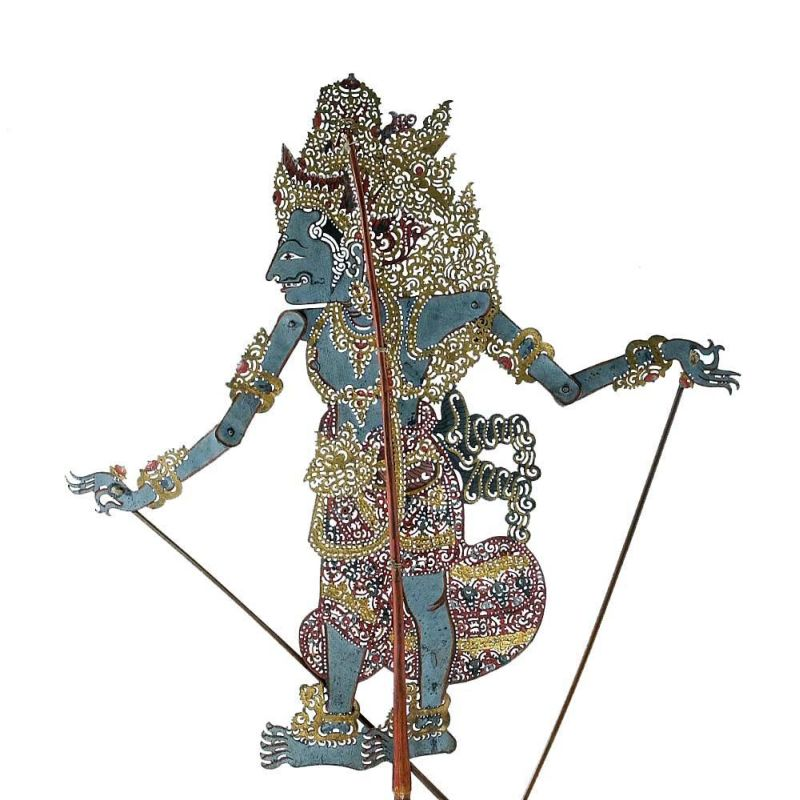
哇揚皮影偶戲中的奎师那形象
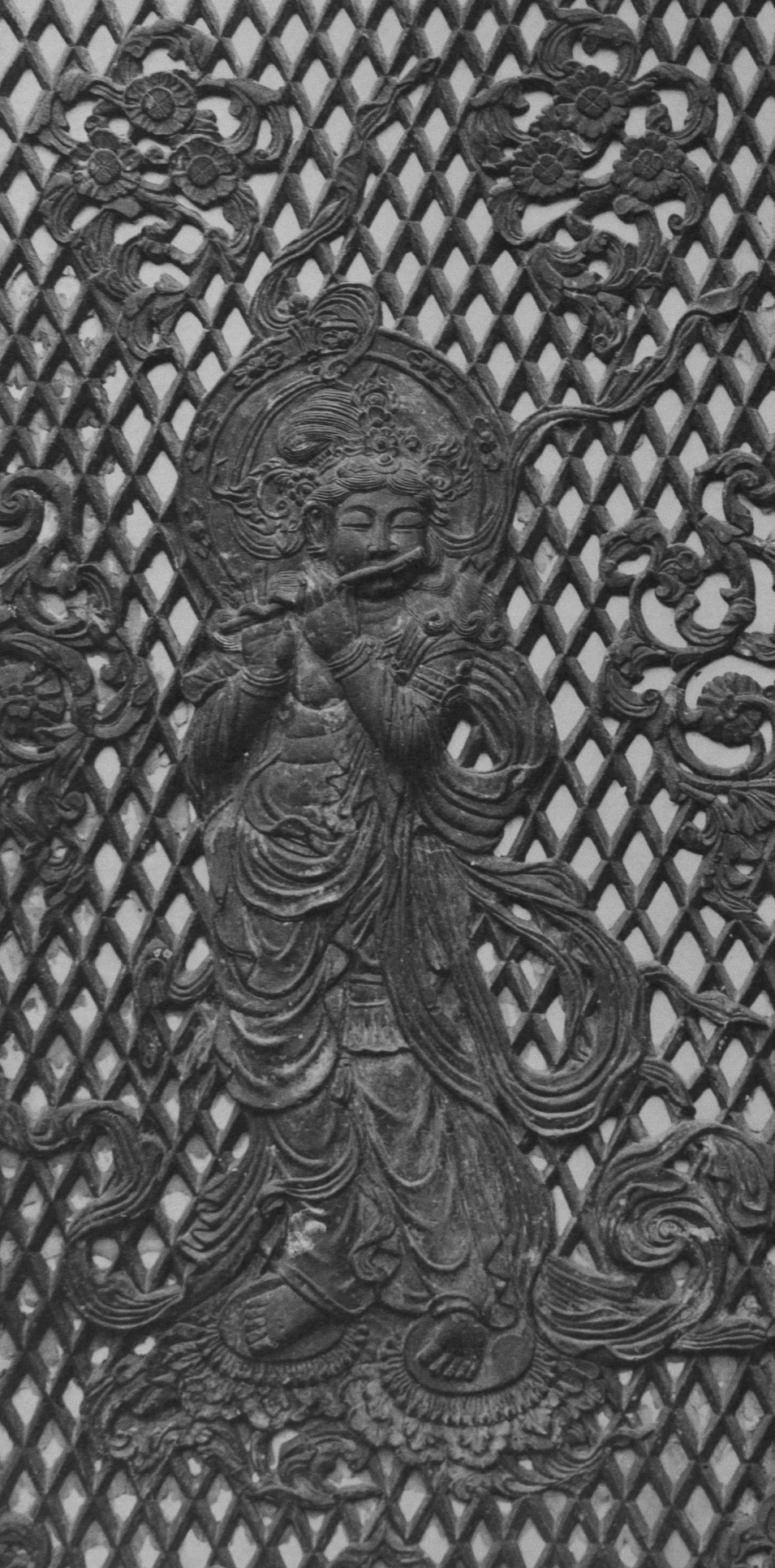
大乘佛教形象，日本奈良东大寺的八角灯笼浮雕
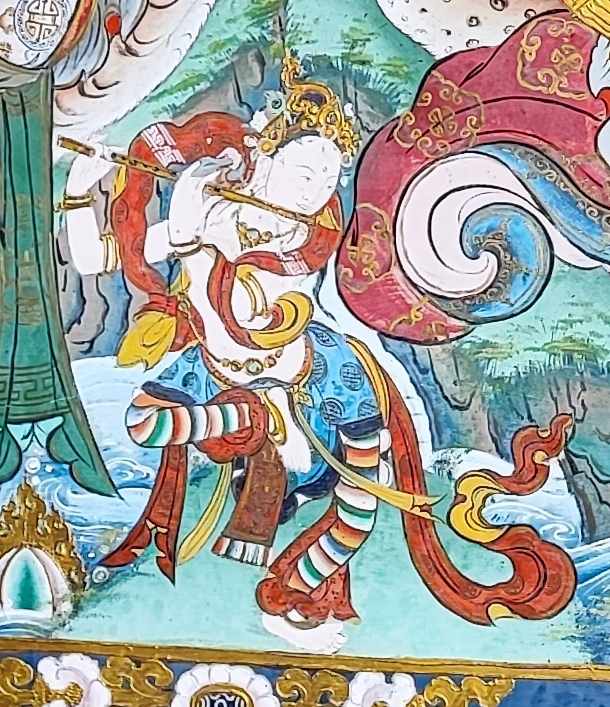
藏传佛教形象，印度布提亚布斯蒂修道院（英语：Bhutia Busty Monastery）壁画。
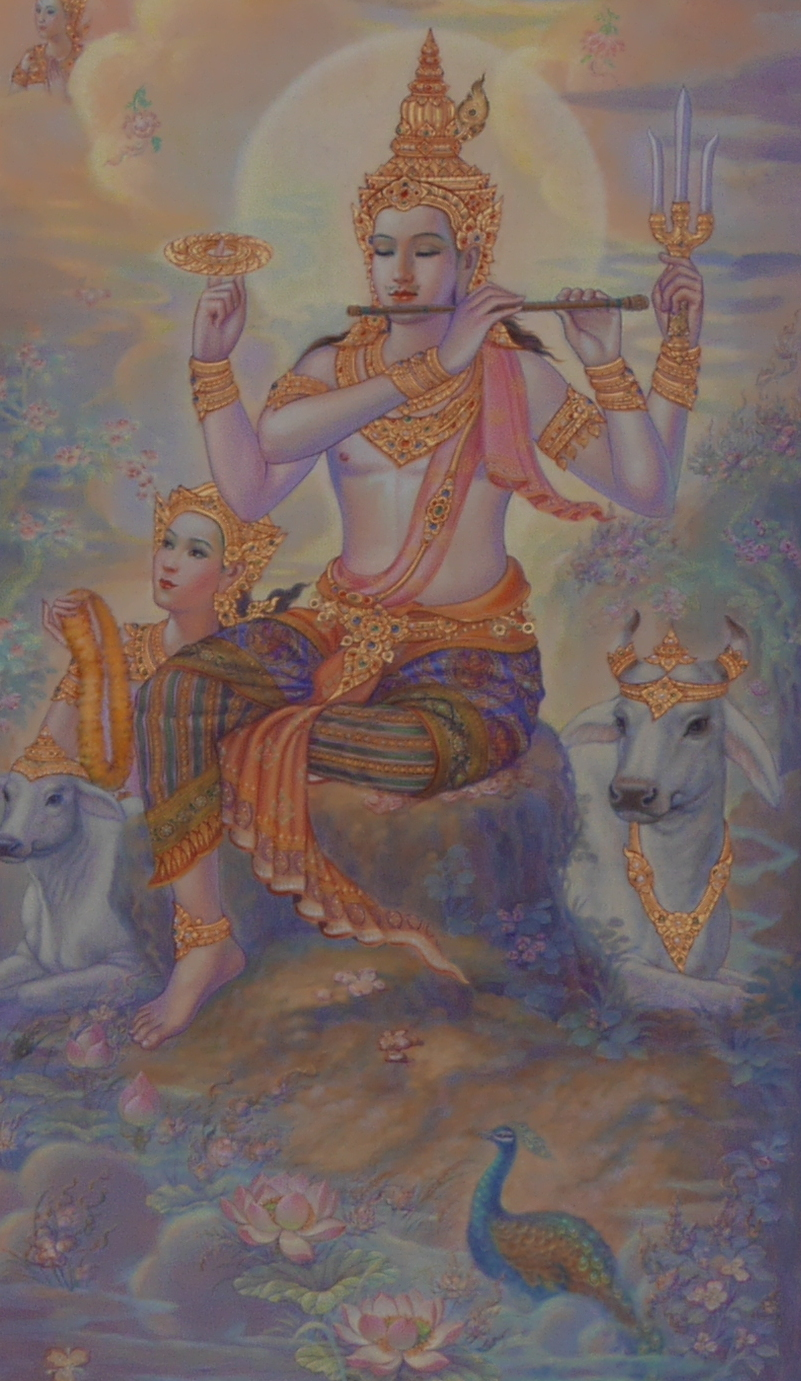
泰国佛教形象，普密蓬国王皇家火葬台上的防火屏风。
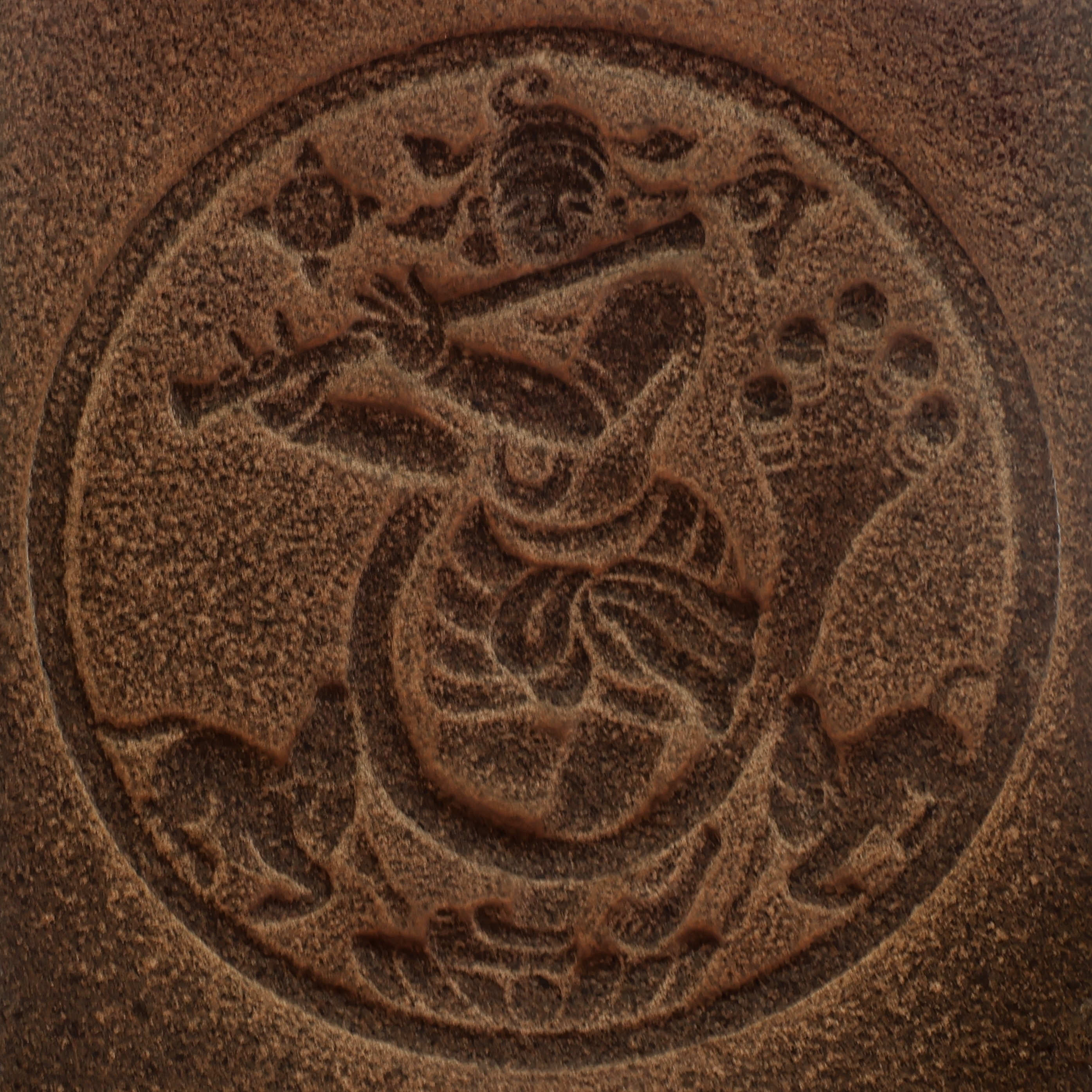
泉州开元寺的奎师那浮雕